# 沃夫昌斯克
沃夫昌斯克（羅馬化：Vovchansk，發音：[wou̯ˈt͡ʃɑnʲsʲk] ⓘ），或按俄语译为沃尔昌斯克，是乌克兰哈爾科夫州丘胡伊夫区沃夫昌斯克市镇内的城市及该市镇的行政中心，2020年7月18日前为沃夫昌斯克區的行政中心。該市距離州府哈爾科夫62公里，始建於1674年，面積70平方公里，海拔高度104米，2022年人口数量为17,459人。城市大部分建築因俄軍2024年哈爾科夫攻勢被摧毀。
在2022年俄罗斯入侵乌克兰期间该市一度被俄军占领。9月11日，该市在哈爾科夫大反攻期間被乌克兰武装部队收復。2024年5月俄军卷土重来，对沃夫昌斯克发动了攻击。2024年5月22日，俄罗斯官员表示俄军已占领沃夫昌斯克北部区域。

## 當地名人
- 阿爾特姆·皮沃瓦羅夫（1991年—），烏克蘭歌手

## 图集

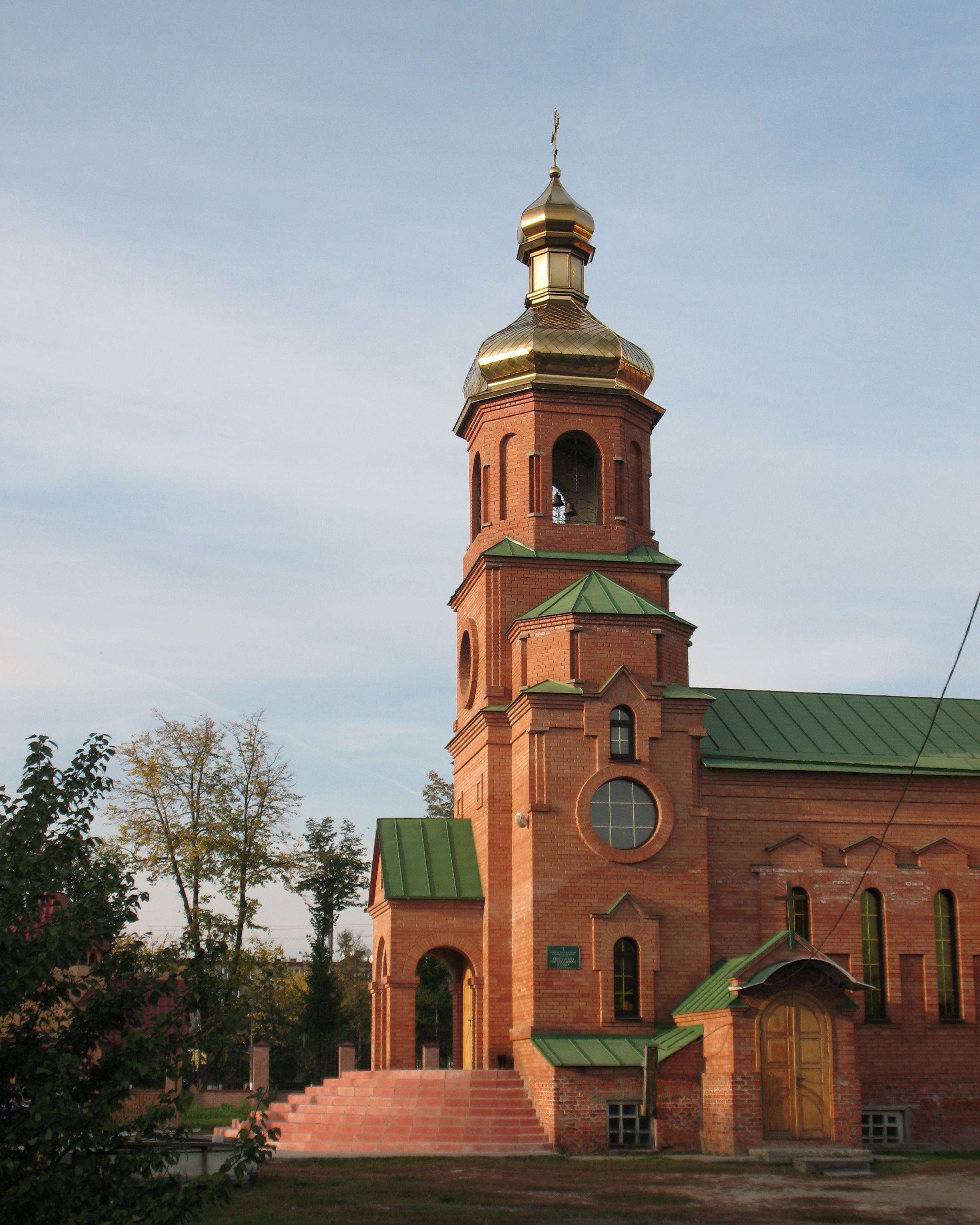
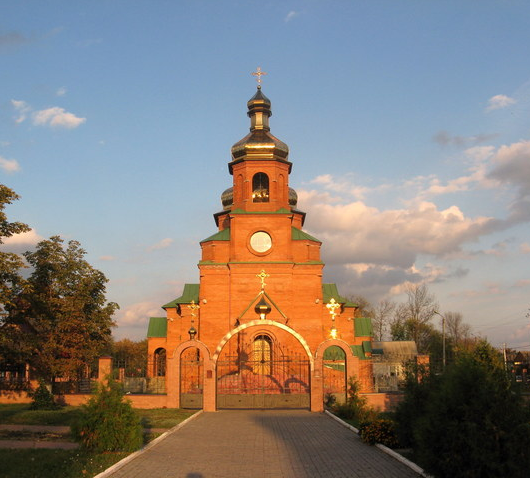
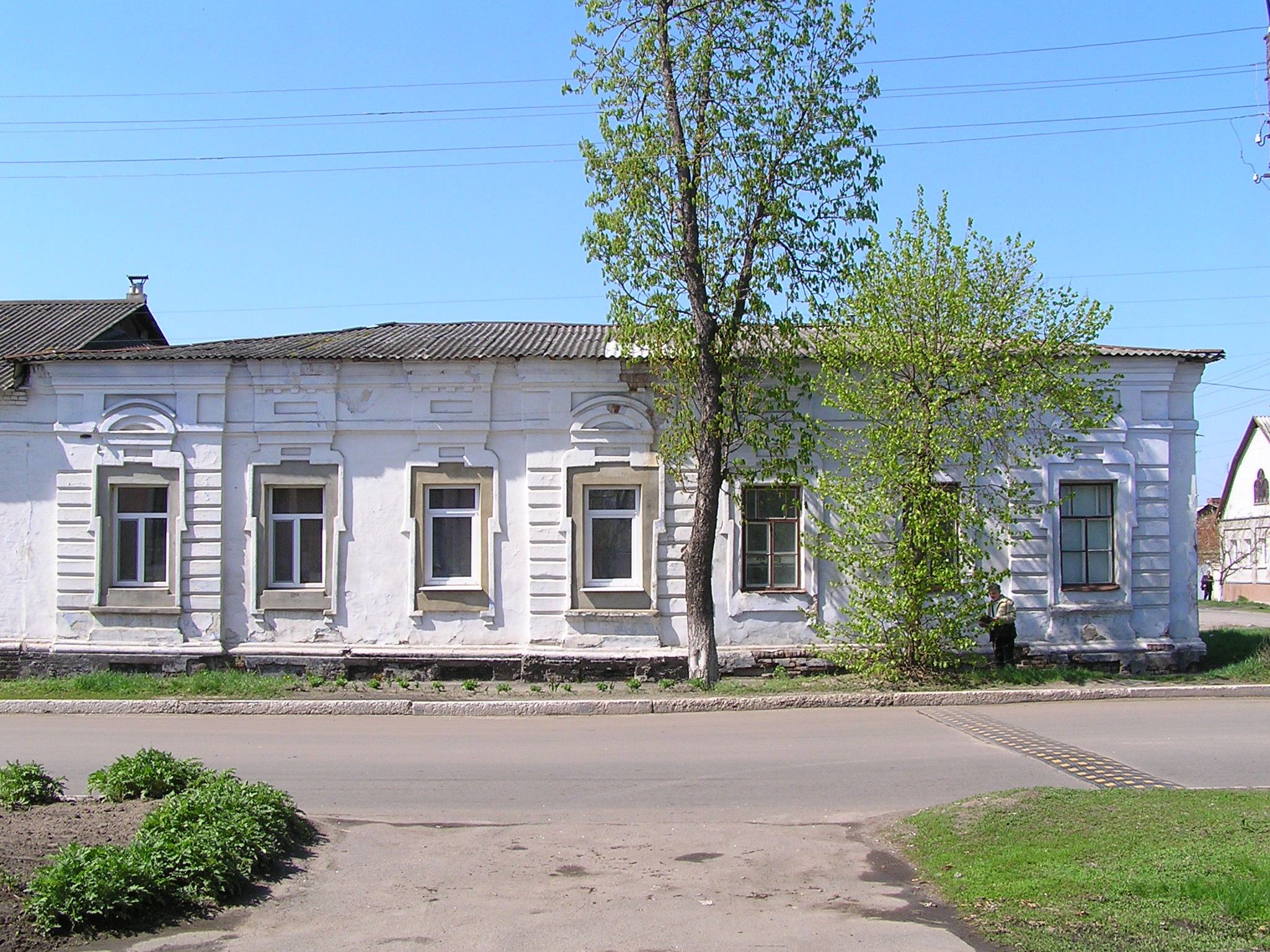
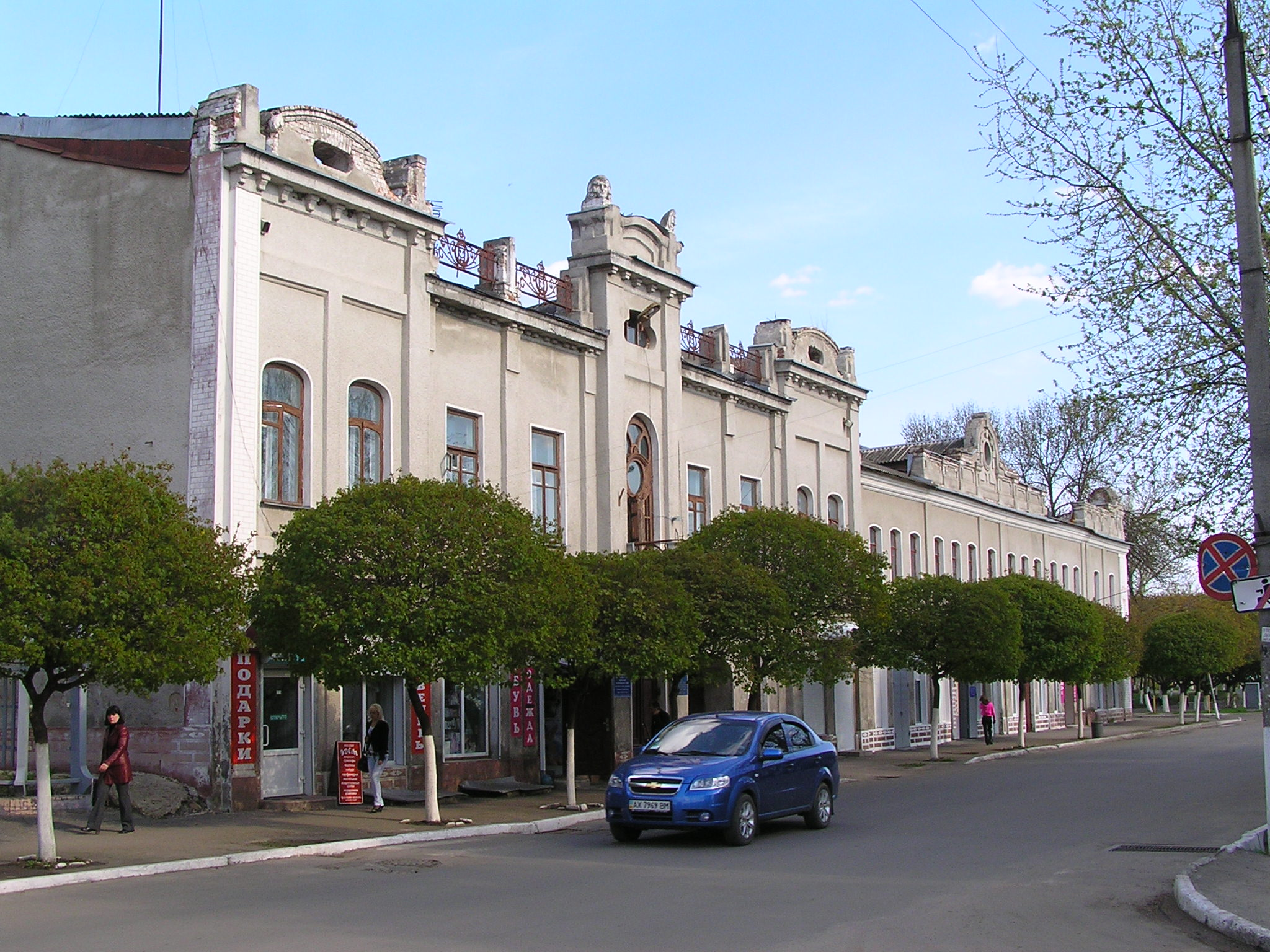
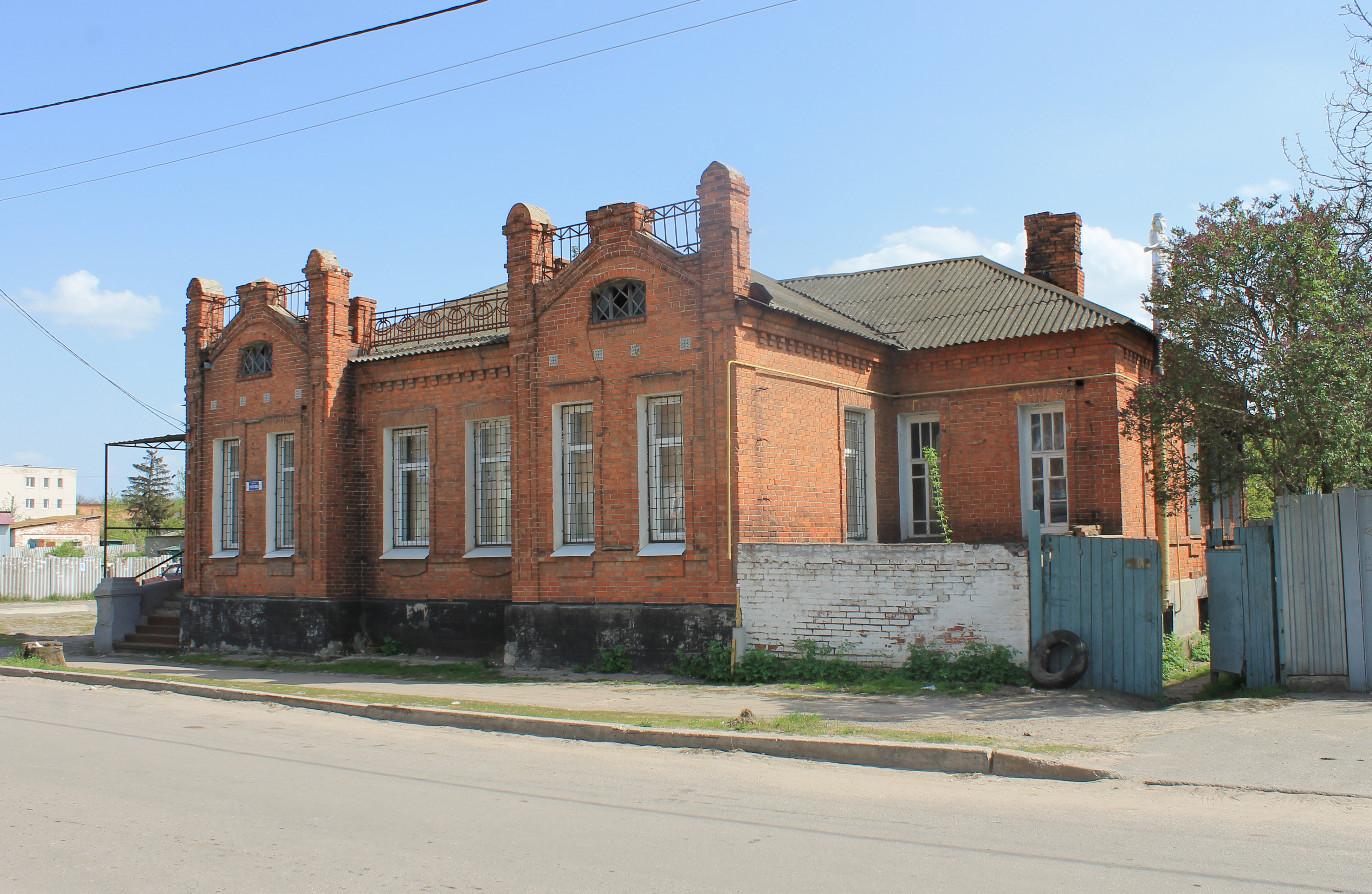
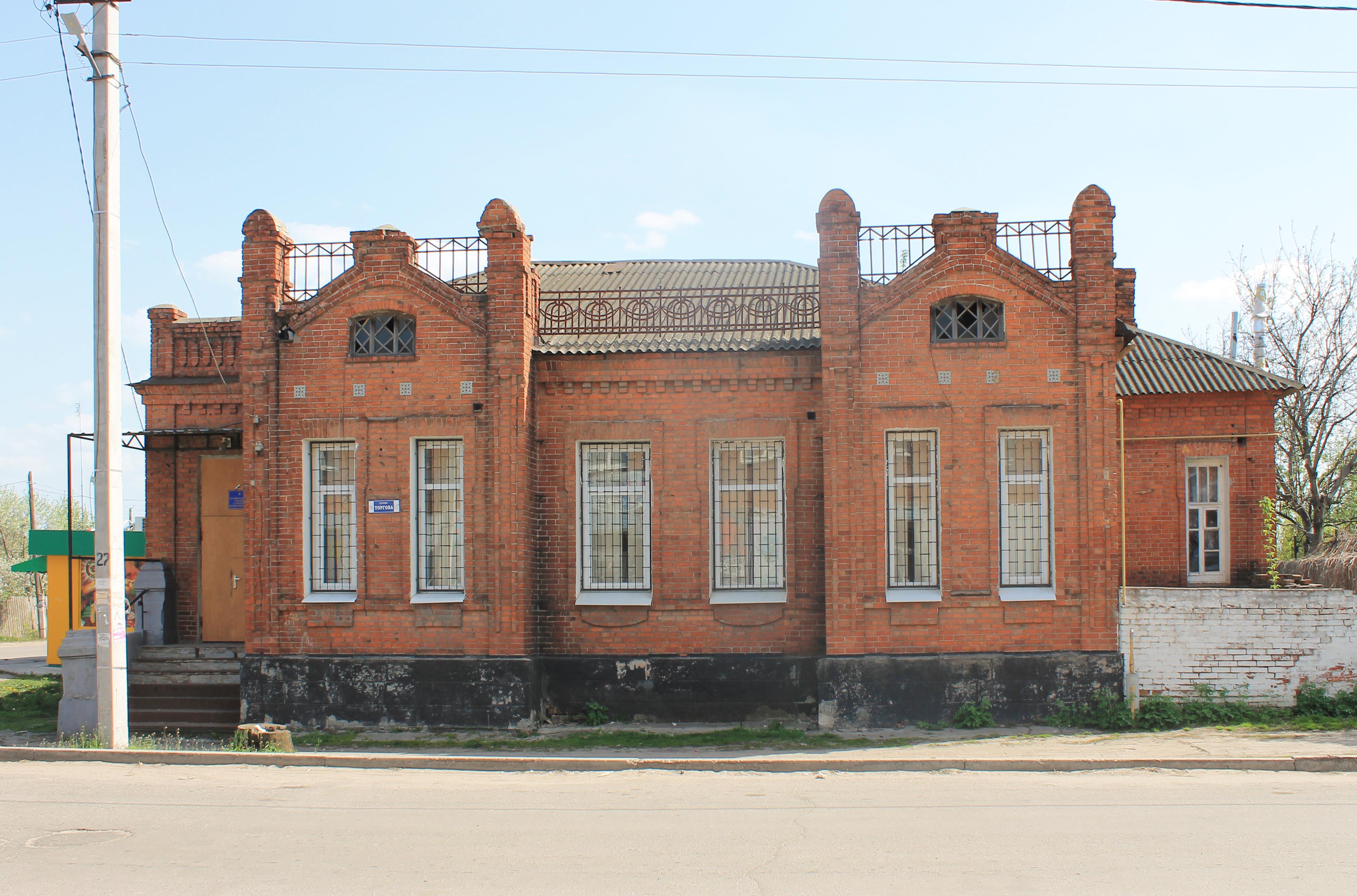
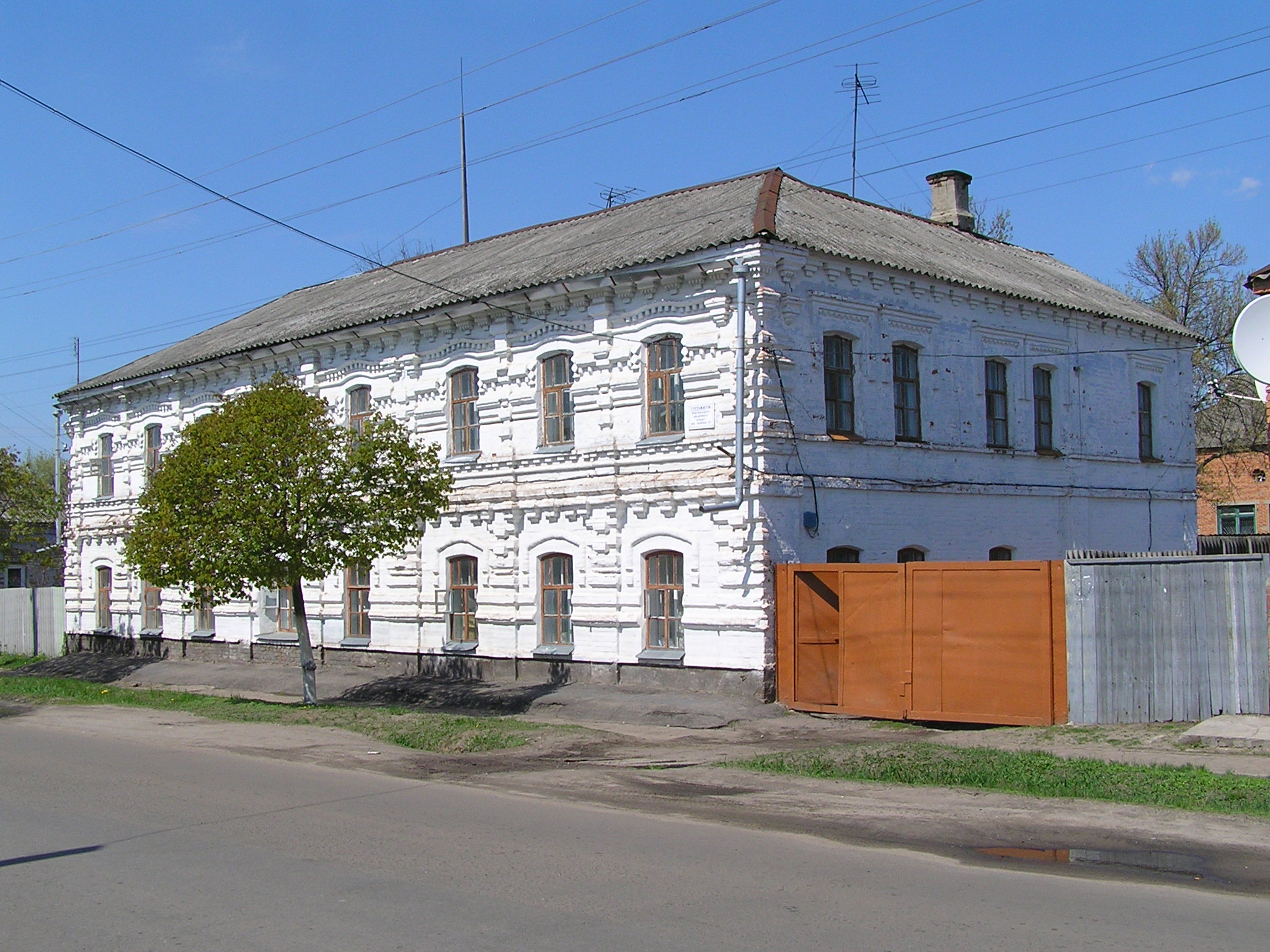
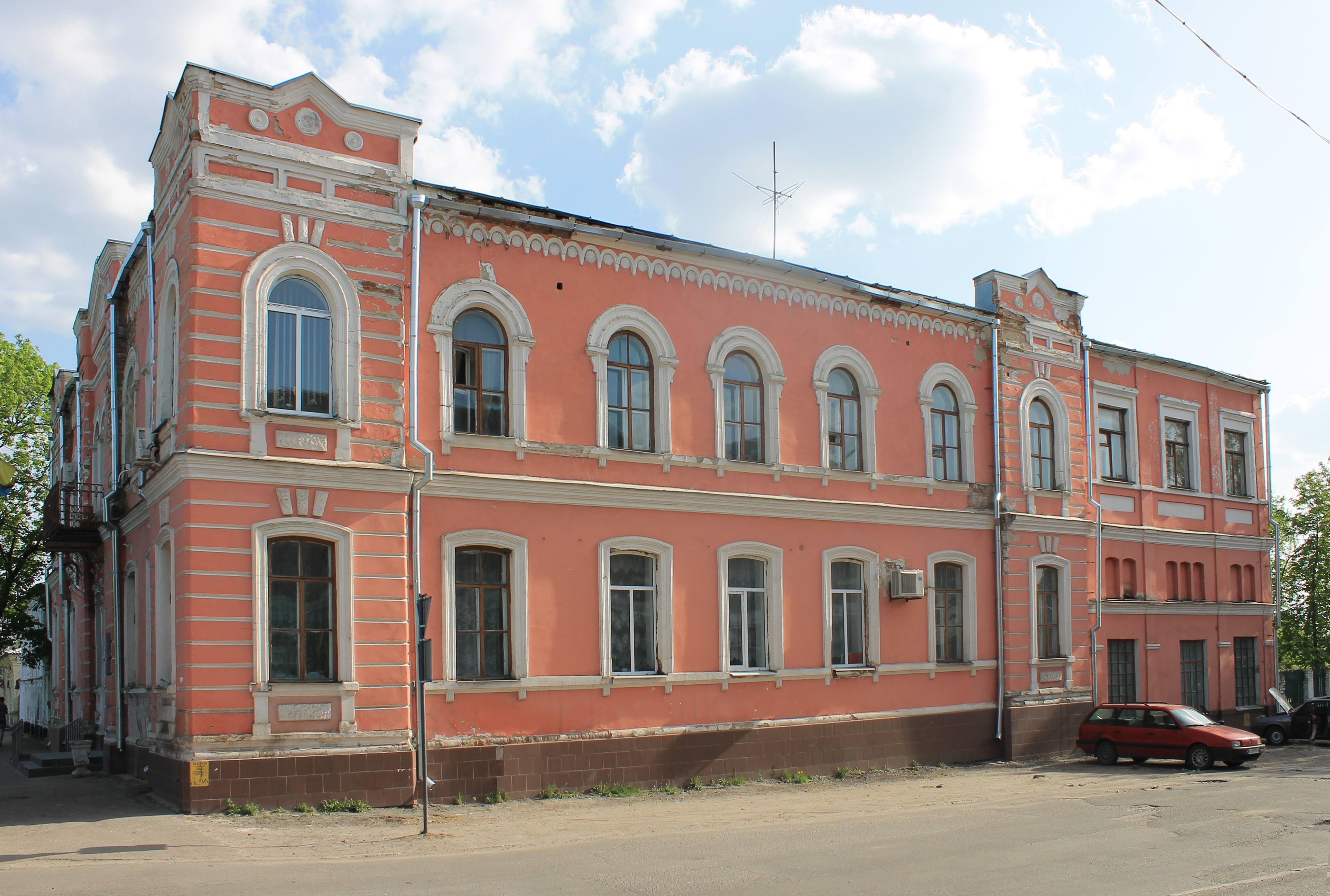
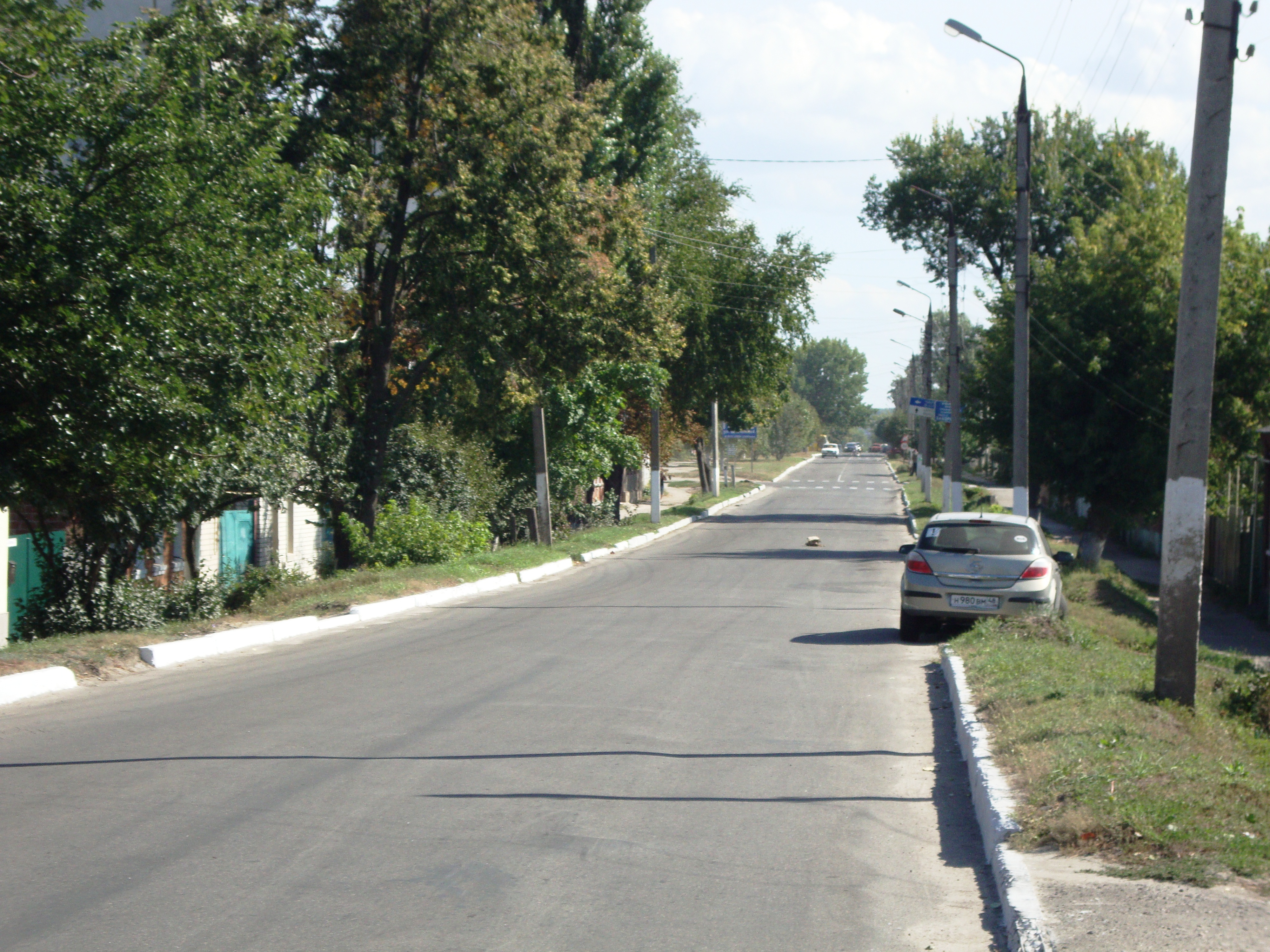
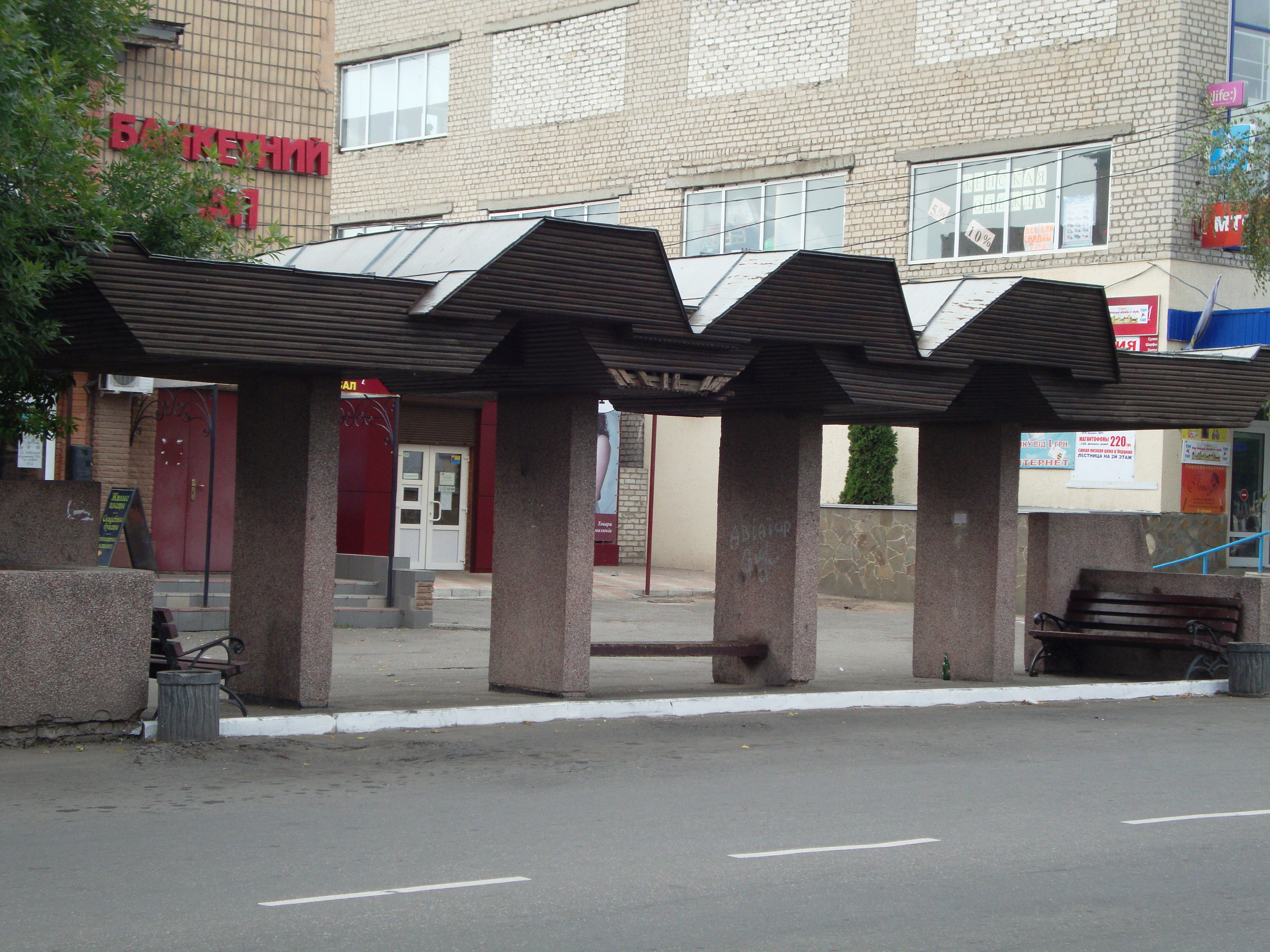
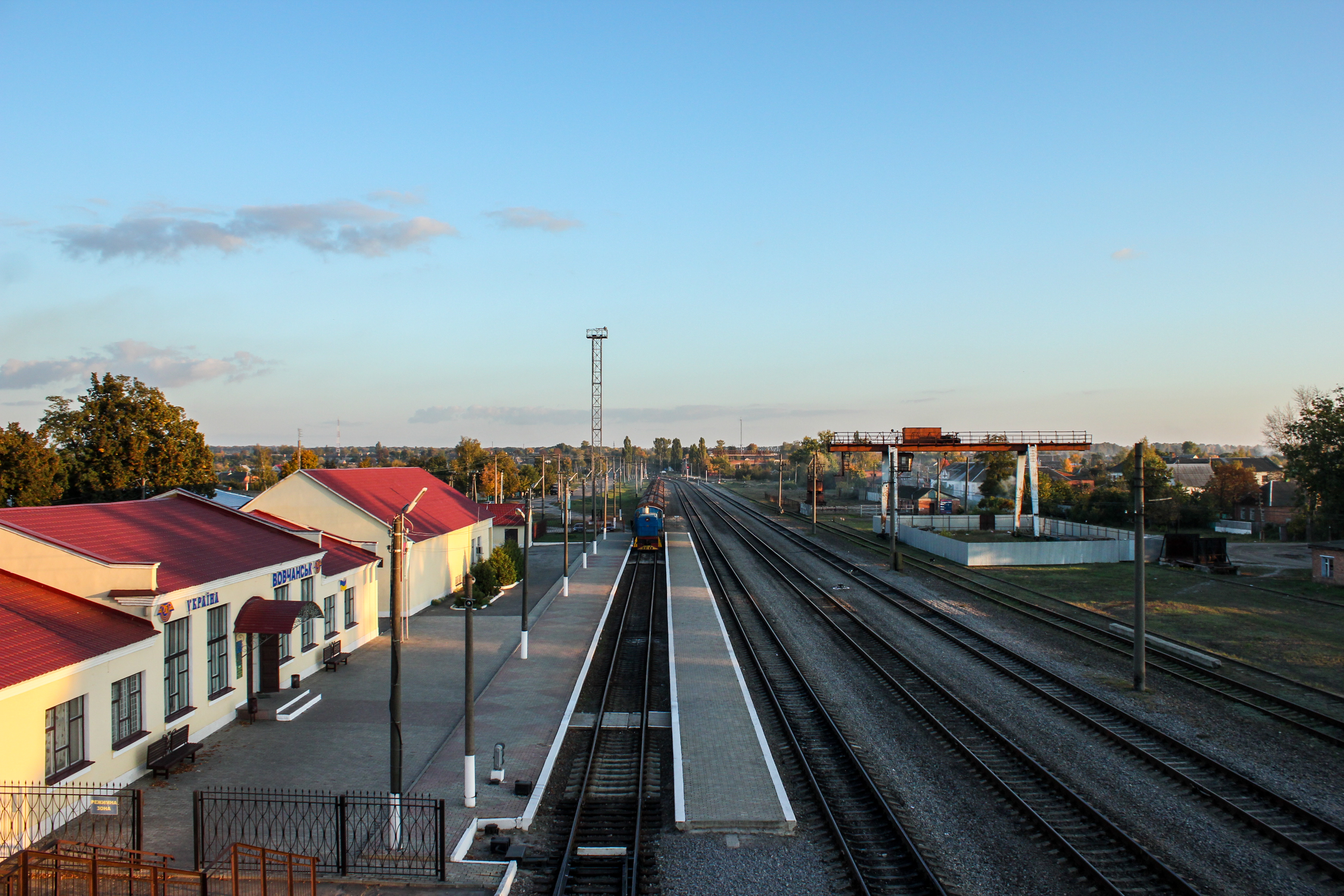
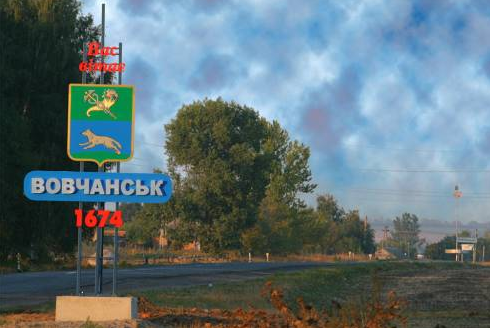
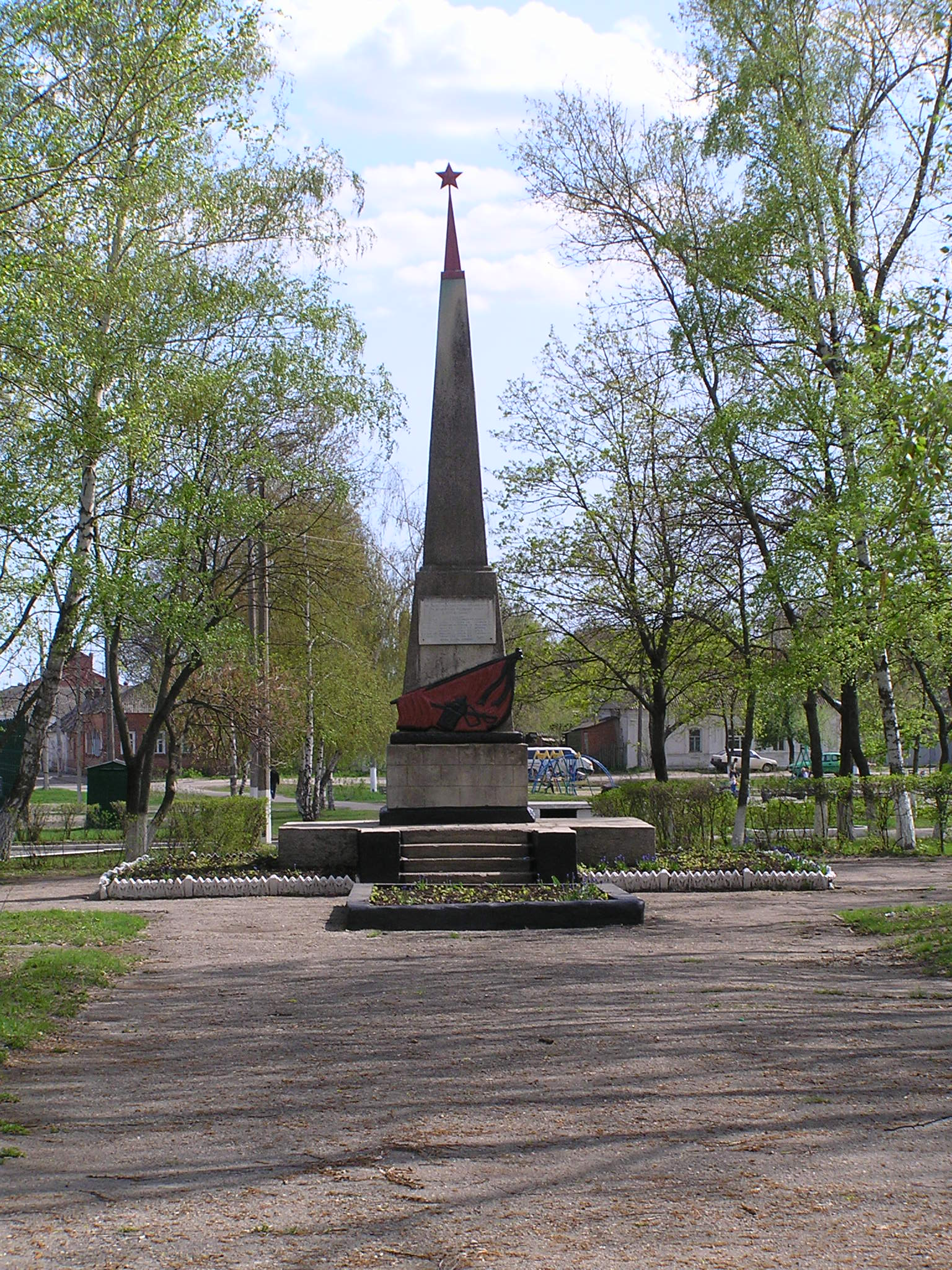

## 備注
1. ↑  俄语：，羅馬化：Volchansk，發音：[vɐɫˈt͡ɕansk]